# Barbie: Star Light Adventure
Barbie: Star Light Adventure (Barbie: Aventura nas Estrelas, no Brasil) é um filme de animação estadunidense de 2016 produzido pela Mattel Entertainment, distribuído pela Universal Studios e estrelado pela boneca Barbie, lançado em 20 de julho de 2016. É o 33º filme da franquia de filmes da Barbie. A cantora e violinista americana Lindsey Stirling gravou a canção "Firefly" como tema principal do filme. 

## Enredo
Barbie é uma jovem que gosta de voar pelo espaço com seu amigo e seu cachorro. Esses dias pacíficos são ameaçados quando as estrelas começam a escurecer e ameaçam nunca mais existirem. A fim de evitar esse destino, Barbie viaja para o Capital Planet na esperança de encontrar uma maneira de salvar as estrelas de extinção.

## Elenco
- Erica Lindbeck como Barbie Em Portugal:Helena Montez
- Robbie Daymond como Leo
- Kimberly Woods como Sal-Lee Em Portugal:Maria Camões
- Sarah Anne Williams como Sheena / Kareena / Sprites Em Portugal:Susana João
- Michael Chandler como pai da Barbie
- Dwight Schultz como Constantine
- Lucien Dodge como Pupcorn
- Laura Post como Narradora
- Ben Bledsoe como Armetis
- Jonathan Lipow como Starlian